# La Boîte au lait

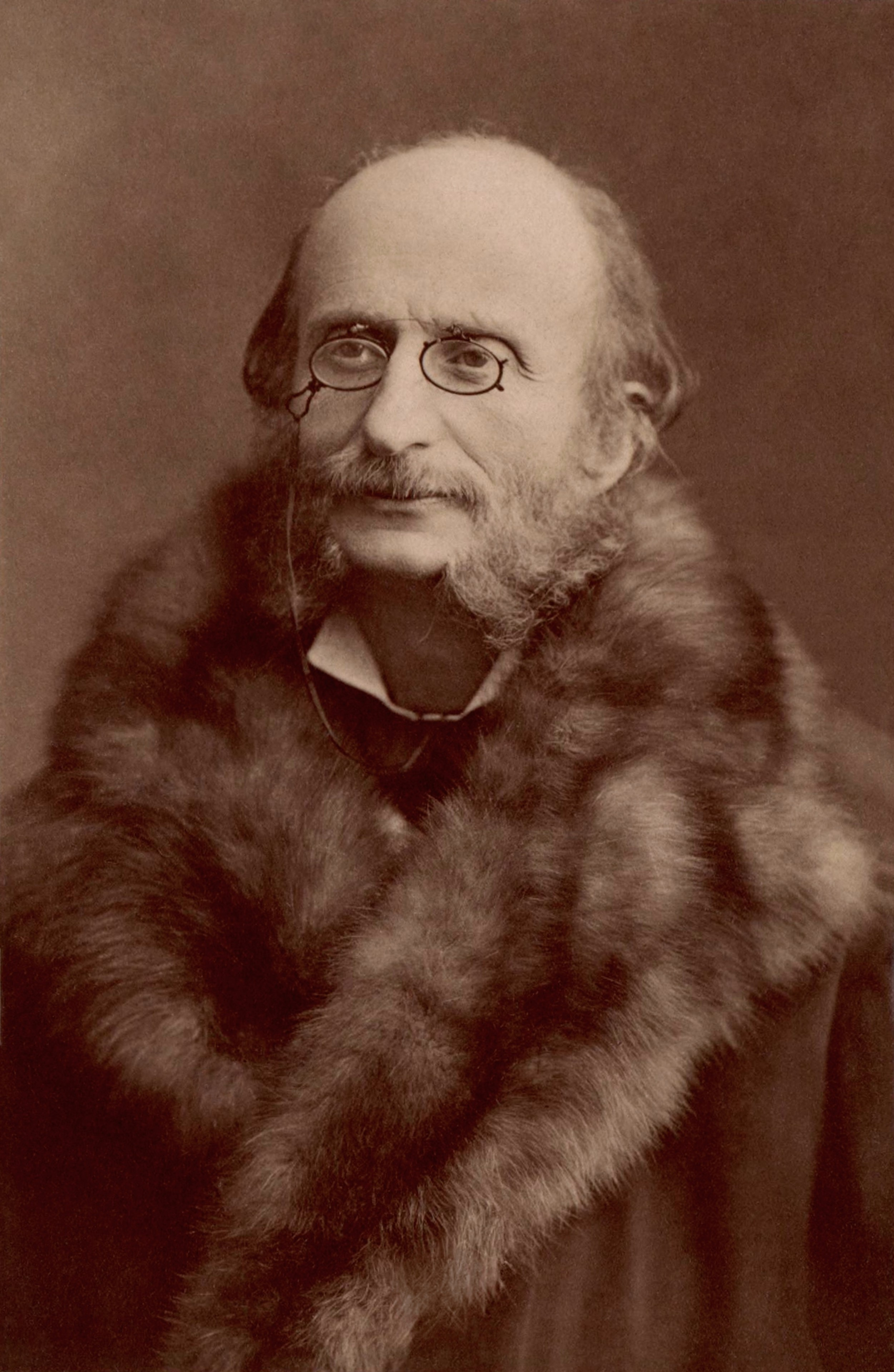
Jacques Offenbach

La Boîte au lait är en opéra bouffe (operett) i fyra akter med musik av Jacques Offenbach och libretto av Eugène Grangé och Jules Noriac.

## Historia
La Boîte au lait är en omarbetning av ett teaterstycke från 1862. De två librettisterna modifierade och förbättrade avsevärt texten och Offenbach påbörjade komponerandet ombord på ett skepp till Kanada, dit han for på turné. Operetten hade premiär den 3 november 1876 på Bouffes-Parisiens och mottogs väl av kritikerna.

## Personer
| Roller          | Röststämma | Premiärbesättning 3 november 1876 (Dirigent: Jacques Offenbach) |
| --------------- | ---------- | --------------------------------------------------------------- |
| Francine        |            | Théo                                                            |
| Baron Poupardet |            | Daubray                                                         |
| Souchard        |            | Fugère                                                          |
| Adalbert        |            | Colombey                                                        |
| Clampin         |            | Homerville                                                      |
| Pachéco         |            | Scipion                                                         |
| Georges         |            | Maznère                                                         |
| Henri           |            | Dubois                                                          |
| Galoupet        |            | Vinchon                                                         |
| Paul            |            | Durand                                                          |
| Alexis          |            | Samson                                                          |
| Mistigri        |            | Paola Marié                                                     |
| Paméla          |            | Luigini                                                         |
| Félicien        |            | Blanche Miroir                                                  |
| André           |            | Soll                                                            |
| Victor          |            | Hermann                                                         |
| Sylvestre       |            | Morena                                                          |
| Arthémise       |            | H. Bareth                                                       |

## Handling
Dagen före sitt bröllop får grisetten Francine av en slump veta att äktenskapet äventyras av hennes blivande make Sosthène Robineau. Den senare har blivit avskedad, stämd för obetalda skulder och riskerar att tvingas utkämpa en duell. Den smarta Francine tar tag i saken och söker upp alla hyresgäster i det hus där hon själv hyr en vindskupa: en målare, en fogde och en cirkusryttarinna. Tack vare adressen hon bebor kan hon så slutligen triumferande visa fram en mjölkflaska som innehåller den växel som Sosthene skrivit under.